# 조지프 헬러

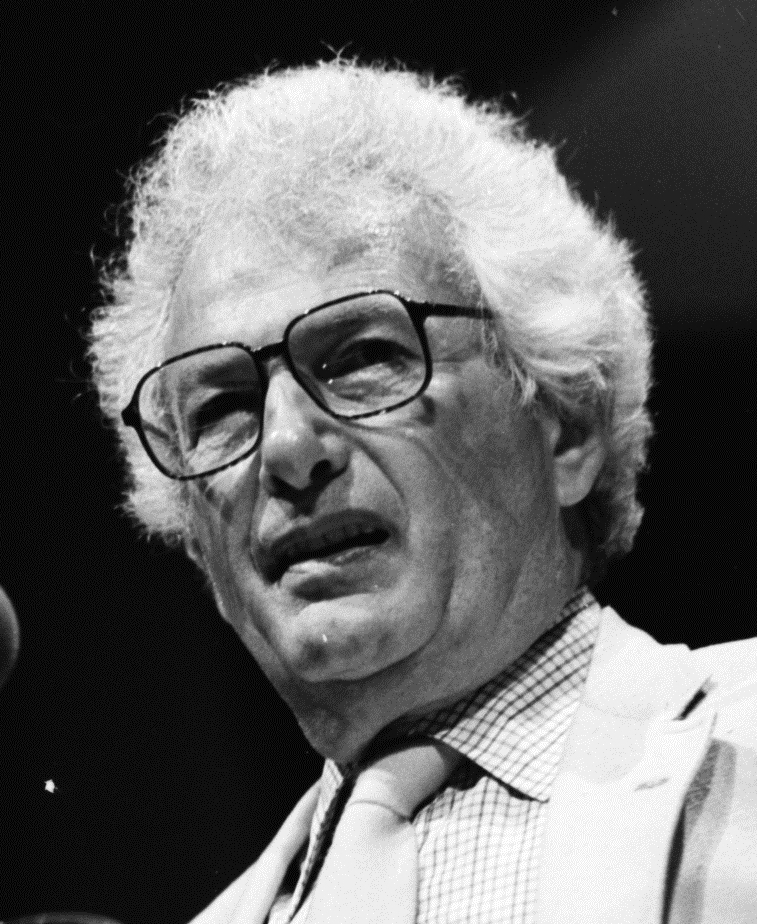
Heller (1986)

조지프 헬러(Joseph Heller, 1923년 5월 1일 - 1999년 12월 12일)는 미국의 풍자 소설가 및 극작가이다. 그는 제2차 세계 대전 중의 미군 군인들을 다루는 소설 캐치-22로 유명하다. 헬러는 최고의 현대 풍자문학가 중 한 명으로 여겨지며, 비록 대부분의 독자에게는 캐치-22만으로 알려져 있지만, 그 외의 작품들도 현 시대 풍자문학의 견본으로 평가받고 있다.

## 어린 시절
조지프 헬러는 뉴욕 브루클린 지구의 코니아일랜드에서 가난한 유대인 가족의 아들로 태어났다. 그는 어린 시절부터 글쓰기를 좋아했으며, 11살 때는 러시아의 핀란드 침공에 대한 단편 소설을 써서 뉴욕 데일리 뉴스에 투고했으나 게재를 거절당했다. 1941년에 에이브러햄 링컨 고등학교를 졸업 한 뒤, 헬러는 그 다음 해 동안 대장장이 견습공, 우편배달부, 문서 정리원 등의 일을 하며 보냈다. 2차 대전이 한창이던 1942년에 그는 19살의 나이로 미국 육군 항공대(U.S. Army Air Corps)에 입대했다. 2년 뒤 이탈리아로 보내진 그는 B-25 폭격기를 조종하여 60번의 전투 임무를 수행했다. 헬러는 나중에 2차 대전에 대해 “처음에는 재미있었다. (중략) 뭔가 영광스러운 일을 행한다는 느낌이 들었다.”라고 회고했다. 그는 고국에 돌아왔을 때 “영웅이 된 느낌이었다. (중략) 내가 수행한 임무들은 대부분 그냥 정기 정찰비행(milk run)이었다고 말했지만, 사람들은 여전히 내가 비행기를 조종해 60번의 임무를 수행했다는 것을 대단하게 여겼다.”

## 참고자료
1. 1 2  “Joseph Heller: Literary giant”. BBC. 1999년 12월 14일. 2007년 8월 30일에 확인함.
2. ↑  Plimpton, George (Winter 1974). “Joseph Heller” (PDF). 《The Paris Review》 (60). 2007년 6월 26일에 원본 문서 (PDF)에서 보존된 문서. 2007년 8월 30일에 확인함.
3. ↑  “Abraham Lincoln High School”. New York City Schools. 2007년 8월 30일에 확인함.
4. 1 2  “Heller's legacy will be 'Catch-22' ideas”. CNN. 1999년 12월 13일. 2009년 9월 12일에 원본 문서에서 보존된 문서. 2007년 8월 30일에 확인함.
5. 1 2  Mallory, Carole (1992년 5월). “The Joe and Kurt Shoe”. Playboy. 2007년 8월 30일에 확인함.